# オレンジ・クレイト・アート
オレンジ・クレイト・アート (Orange Crate Art) は、ブライアン・ウィルソンとヴァン・ダイク・パークスが1995年に発売したアルバムである。
元々は、ヴァン・ダイク・パークスのソロアルバムとして企画していたが、ブライアン・ウィルソンのボーカルをフューチャーしたアルバムで、作曲はカバー曲以外はヴァン・ダイクの曲です。
２５周年盤は、ボーナストラックとして下記の３曲を追加した「ラプソディー・イン・ブルー」「アワー・ラブ・イズ・ヒア・トゥ・ステイ」「ホワッツ・ア・ワンダフル・ワールド」。
DISC2として、オリジナルアルバムから「ララバイ」を除く１１曲のバックトラックを納めたDISCが付属しています。

## 曲目
1. オレンジ・クレイト・アート - Orange Crate Art (Van Dyke Parks)
2. セイル・アウェイ - Sail Away (Van Dyke Parks)
3. マイー・ホーボー・ハート - My Hobo Heart (Van Dyke Parks/Michael Hazelwood)
4. ウィングス・オブ・ア・ダヴ - Wings of a Dove (Van Dyke Parks)
5. パーム・ツリー・アンド・ムーン - Palm Tree and Moon (Van Dyke Parks)
6. サマー・イン・モントレー - Summer in Monterey (Van Dyke Parks/Michael Hazelwood)
7. サン・フランシスコ - San Francisco (Van Dyke Parks)
8. ホールド・バック・タイム - Hold Back Time (Van Dyke Parks)
9. マイ・ジーニーン - My Jeanine (Van Dyke Parks)
10. ムーヴィーズ・イズ・マジック - Movies is Magic (Van Dyke Parks)
11. 夕暮れの街 - This Town Goes Down at Sunset(Michael Hazelwood)
12. ララバイ - Lullaby (George Gershwin)